# Финансијска трансакција
Финансијска трансакција представља споразум или комуникацију између купца и продавца, која подразумева размену добара, услуга или новчаних средстава. Свака трансакција подразумева промену финансијског стања бар једне стране, а често укључује и више њих. У овим процесима најчешће се користе новац или други вредни предмети, попут злата и сребра.

## Врсте финансијских трансакција
Финансијске трансакције могу бити различитих врста, а најчешће су:
- Куповина: Укључује продају добара или услуга потрошачу у замену за новац. Куповина се најчешће врши готовином, што укључује физичку валуту, дебитне картице или чекове.[3]
- Кредит: Омогућава тренутни приступ добрима или услугама уз обавезу накнадног плаћања.[4]

## Историја
Иако се сматра да су древне цивилизације користиле систем трампе, већина историчара верује да су оне функционисале на принципима економије поклона и дуга. У економији поклона вредности се размењују без очекивања тренутне отплате, што представља облик реципрочног алтруизма.
Око 1800. године п.н.е., Вавилонци су установили прве званичне системе кредита и каматних стопа, дефинисане Хамурабијевим закоником. У каснијим вијековима, многе културе почеле су да користе робни новац – предмете са унутрашњом вредношћу, као што су злато, сребро, каури шкољке и сушени кукуруз.
Током првог миленијума нове ере, ковање новца је постало уобичајено широм Европе и Азије. До 17. века у Енглеској су уведене новчанице, које су обећавале исплату у злату, што је било основа златног стандарда. У 20. вијеку, многе земље су напустиле овај стандард, прелазећи на фиат новац, чија вредност није везана за материјалну имовину.
Са почетком 21. века, Интернет банкарство и дигиталне валуте попут Биткоина постале су веома популарне, омогућавајући већину трансакција електронским путем. Међутим, криптовалуте карактерише велика нестабилност цена.
Обим и разноврсност финансијских трансакција постали су огромни. С друге стране, осцилације на финансијским тржиштима током последњих година снажно су подстакле раст трансакција на организованим тржиштима деривата. Значајан пораст финансијских уговора највише се односи на каматне стопе и берзанске индексе, док уговори везани за валутне трансакције бележе нешто спорији раст.

## Врсте трансакција

### Готовинске трансакције
Готовинска трансакција је свака размена новца за производ, услугу или неку другу робу. То се односи на куповине које се плаћају готовином (физичким новцем), попут кованица и новчаница, или дебитном картицом. За разлику од кредитних трансакција, код готовинских трансакција новац одмах прелази од купца до продавца.

### Кредитне трансакције
Кредитне трансакције укључују одложено плаћање за пружање добара или услуга. При куповини кредитом, купац преузима обавезу да плати у будућности, док продавац стиче потраживање. Кредитне картице омогућавају корисницима да купују робу у оквиру одобреног лимита, а дуг се обично враћа на крају обрачунског периода, уз могућност обрачуна камате за неплаћене износе.
Слично функционишу и зајмови, где зајмодавац одобрава одређену суму (главницу) која се враћа у договореном периоду уз каматну стопу. Хипотеке представљају дугорочне кредите за куповину некретнина, а осигуране су колатералом. У случају неизмиривања обавеза, зајмодавац може одузети и продати некретнину.

### Интерне и екстерне трансакције
Екстерне трансакције: Обухватају размене између више страна, као што је куповина робе од добављача. Све готовинске и кредитне трансакције припадају овој категорији јер укључују најмање две стране.
Интерне трансакције: Одвијају се унутар једног субјекта, као што је премештање робе између одељења у оквиру исте компаније. Оне не утичу на укупне финансије организације.